# Moyosi
Moyosi és un gènere d'aranyes araneomorfes de la subfamília Erigoninae, dins de la família Linyphiidae. Es poden trobar a Sud-amèrica.
Fou descrit per primera vegada per J. A. Miller l'any 2007.

## Llista d'espècies
Segons The World Spider Catalog 12.0:
- Moyosi chumota Miller, 2007
- Moyosi prativaga (Keyserling, 1886) (Espècie tipus)
- Moyosi rugosa (Millidge, 1991)